# Louis Cesbron
Pour les articles homonymes, voir Cesbron.
Pour les autres membres de la famille, voir Famille Cesbron.
 Louis Cesbron, né le 2 juillet 1903 à Angers (Maine-et-Loire) et mort le 5 août 1980 à Beaupréau  (Maine-et-Loire) est un prêtre catholique français. Il exerce son ministère essentiellement à Cholet et à Angers.

## Biographie
Louis Auguste Marie Cesbron nait en 1903 et grandit dans le quartier Saint-Jacques à Angers. Il est le fils d'un père artisan menuisier et d'une mère dentellière. Élève de l'institution Mongazon puis du grand séminaire, il devient étudiant à la faculté de théologie d'Angers et obtient sa licence en deux ans. Il est ordonné prêtre le 29 juin 1928 par Joseph Rumeau.
Mobilisé en mai 1940 avec le grade de caporal puis sous-lieutenant à la tête de la compagnie de mitrailleuses qu'il commande, il est un chef énergique et courageux, à l'image de son père pendant la Grande Guerre. Il permet aux nombreux soldats blessés à l’arrière de se retirer et leur évite ainsi la captivité. Cet acte lui vaut d'être décoré de la croix de guerre puis de la Légion d'Honneur.
Hospitalisé à Beaupréau, il y meurt le 5 juin 1980. Sa sépulture est célébrée en l'église Saint-Jacques d'Angers, conformément à sa volonté. Une messe à sa mémoire est célébrée en l’église du Sacré-Cœur de Cholet le dimanche 12 octobre 1980.

## Ministère paroissial et prêtre bâtisseur

Église du Sacré-Cœur de Cholet.

Formé aux disciplines pastorales d'abord à Trélazé puis, à partir de 1930, à  Notre-Dame de Cholet, en 1937 Joseph Rumeau, de concert avec l'archiprêtre de Notre-Dame de Cholet, décide de lui confier les démarches pour la construction d'une nouvelle église pour la paroisse naissante du Sacré-Cœur de Cholet dont la première pierre est posée le 7 novembre 1937. Cette opération commence par un appel aux dons dans la presse locale : « Le vaste quartier de travailleurs, dont l'église du Sacré-Coeur sera le centre religieux, accueille avec enthousiasme une réalisation depuis si longtemps attendue et espère dans l'aide fraternelle et généreuse de tous ceux qui comprennent le bienfait de cette oeuvre. Le trésorier est M. l'abbé Louis Cesbron, 45, rue des Vieux-Greniers à Cholet ». Le gros œuvre arrivant à la coupole au début de la Seconde Guerre mondiale, l'abbé Cesbron, dès 1938, déjà surnommé le curé de la Côte, comme l'architecte Maurice Laurentin, mobilisés, abandonnent le chantier jusqu'à la fin du premier semestre 1940.
Le 19 janvier 1942, l'abbé Louis Cesbron signe un nouvel article dans l'Intérêt public : « Église livrée au culte ne signifie pas église achevée et encore moins église payée. En bordure du boulevard Guy-Chouteau se poursuit la construction de la clôture, nécessaire pour aménager ensuite le terrain et organiser l'évacuation des eaux qui séjournent et détrempent avec un rare succès cette magnifique terre jaune où, à la clarté de la défense passive, on patauge somptueusement. Tous ces travaux sont indispensables mais d'un coût très considérable. Hélas ! De ce fait le chantier déjà très besogneux voit chaque jour depuis trois mois augmenter sa dette dans des proportions catastrophiques. Ce billet est un appel pressant et angoissé à la générosité des amis du Sacré-Cœur, aux Choletais de bon cœur ».
Jean Camille Costes le nomme curé de cette paroisse le 14 juin 1942. Dans la cure, toute neuve où « on y gèle plusieurs années, avec des canalisations qui à force d'éclater, finissent par convaincre de l'urgence d'un chauffage ».
Le 28 juin 1953 le chanoine Louis Cesbron, fête ses noces d'argent sacerdotales.
Au dernier trimestre 1955, il lui est demandé de devenir curé de la paroisse Saint-Laud d'Angers dont il faut achever de reconstruire l'église partiellement détruite par les bombardements de 1944. Le curé Louis Cesbron accepte cet arrachement à sa paroisse du Sacré-Cœur de Cholet et la nouvelle tâche avec foi. Henri Alexandre Chappoulie définit son œuvre : « en perpétuel état de charité, il donne, toute sa mesure à réaliser une œuvre magnifique comme l'attestent vingt-deux classes nouvelles sur le plan scolaire ».
Le 3 juin 1971, le curé Cesbron, licencié en théologie — chanoine honoraire depuis le 7 avril 1946 — devient chanoine titulaire de la cathédrale d'Angers.
À la suite d'une chute de véloSoleX, sa santé est altérée, ce qui l’amène à réduire son activité. Habitant dès lors la maison des chanoines du parvis Saint Maurice, il assure un ministère auxiliaire à l’église Saint-Jacques et plusieurs confessions à la cathédrale d’Angers.

### Les pauvres et les jeunes
Les pauvres ont été le souci permanent du ministère sacerdotal du curé Louis Cesbron. Il semble tenir ce sens des pauvres de son enfance, dans une famille de modestes artisans du quartier Saint Jacques à Angers. Les familiers perçoivent dans son regard la bienveillance et l'intelligence ; une grande indulgence vis-à-vis des enfants qui lui réservent en retour attachement et estime (des croyants aux plus païens). Avec humour, il explique cela par le fait qu'il est né un jeudi, à l'heure du patronage. Ce concept il l'a aimé, longuement fréquenté dans sa jeunesse et même animé au temps de son vicariat à la paroisse de Notre-Dame de Cholet.
Il va vivre une période décisive au contact de deux prêtres ouvriers, les abbés Maugeais et Gaschet et de groupes de jeunes et d'adultes qu'ils animent ; là il entend probablement parler du début de la Jeunesse ouvrière chrétienne (JOC) en Anjou ce qui va faire naître en lui ce désir de porter l'Évangile au monde ouvrier, dont les aspirations ont à ses yeux tant de consonances avec l'Évangile.

## Hommages

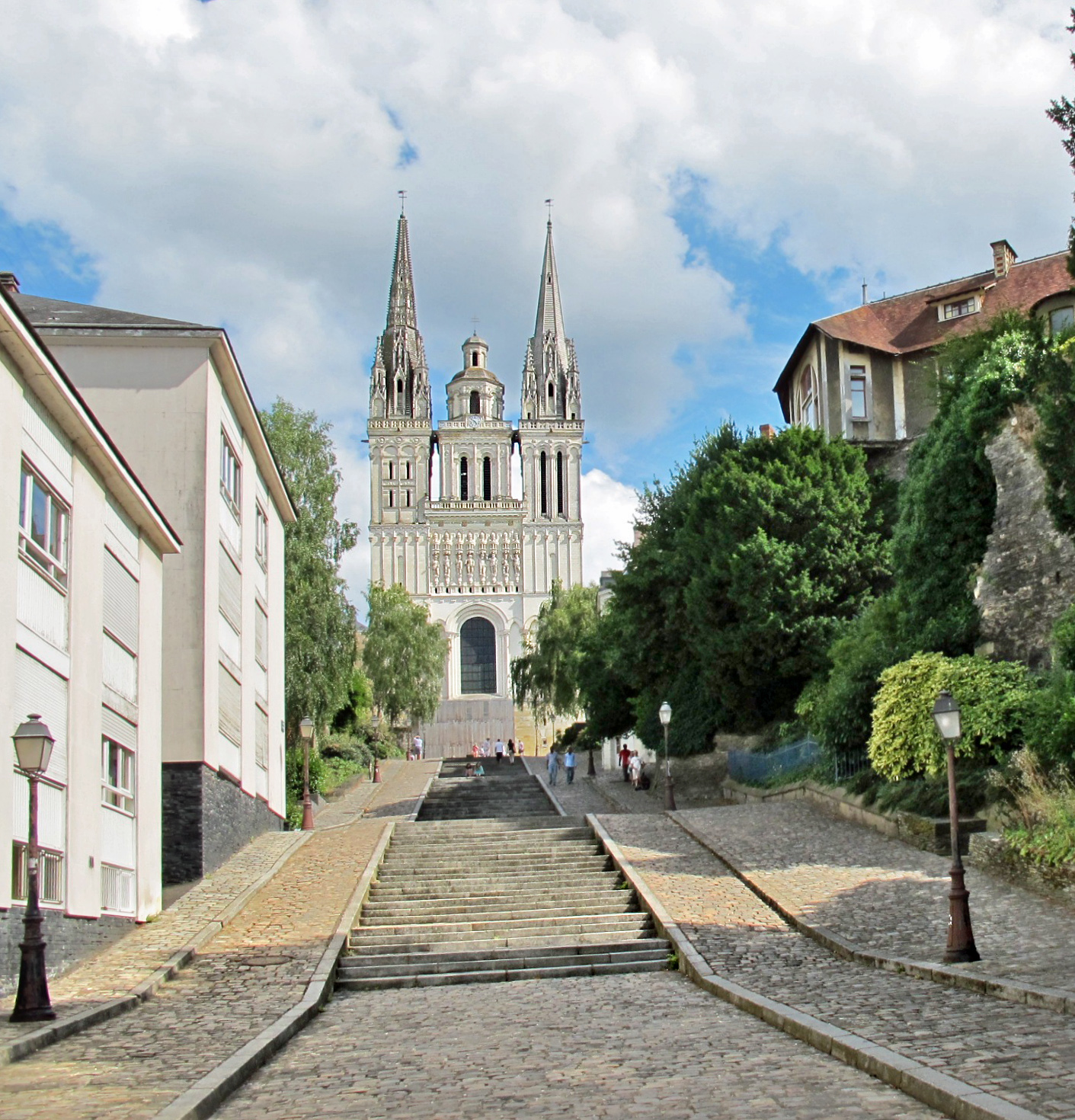
Cathédrale Saint-Maurice d'Angers.

Concernant l'œuvre magistrale de la grande fresque intérieure de l'église du Sacré-Cœur de Cholet, Élie Chamard précise que le thème avait été fixé par l'abbé Cesbron, futur curé de cette nouvelle paroisse : « Quand j'aurai été élevé de terre, j'attirerai tout à moi ! ».
Témoignage d'un paroissien de Saint-Laud en 1980 : « Choisi en fin 1955 par ce grand connaisseur d'hommes qu'était Henri Alexandre Chappoulie, l'abbé Cesbron arrivait dans sa nouvelle paroisse auréolé du prestige de rassembleur d'une communauté paroissiale et de constructeur de l'église du Sacré-Cœur de Cholet, aux allures de basilique. Pour le nouvel élu, cette nomination fut un arrachement quasi viscéral. Il fut douloureux de quitter "son Sacré-Coeur", au moment même où il commençait à recueillir les fruits de son long apostolat ».
Témoignage (en 2018) par Yvette Toutin, paroissienne du Sacré-Cœur de Cholet dans les années 1950-1955 : « Il considérait que les moins riches devaient avoir les mêmes droits que les plus riches : même tapis rouge, mêmes fauteuils, mêmes volées de cloches  pour tous les mariages, mêmes aménagements, mêmes  cérémonies pour tous, pour les funérailles, pour les baptêmes, plus de places réservées à la messe. L’Église a évolué dans ce sens mais à l’époque ce n’était pas encore le cas partout. Il était précurseur sur ce point, un curé moderne ».

## Distinctions
L'abbé Louis Cesbron est :
- chevalier de la Légion d'Honneur remise le 14 février 1954 par le chanoine Amiot[2] ;
- titulaire de la croix de guerre 1939-1945 remise en mai 1941 par le capitaine Martinie commandant de la brigade de gendarmerie de l'arrondissement de Cholet[AM 4].